# Szabadban (Bartók)
A Szabadban című mű Bartók Béla ciklusa zongorára, 1926-ból. A különböző katalógusokban Sz. 81 – BB. 89 szám alatt szerepelhet.
A mű egy szvit, hossza kb. 15 perc.
Az első tételből maradt fenn hangszerelés-töredék is.
A ciklus 1926 júniusa és augusztusa között keletkezett. Bartók a Három burleszk óta nem írt programzenét: e művében pedig már a tételek címe is programatikus tartalomra utal.
H. Stevens (The Life and Music of Béla Bartók, New York 1953) kiváló monográfiájában felhívja a figyelmet arra a körülményre, hogy a Szabadban komponálását megelőző években a zeneszerző barokk billentyűs muzsikákat rendezett sajtó alá Rozsnyai kiadásában: többek között François Couperin és Alessandro Scarlatti műveivel is foglalkozott. Stevens valószínűnek tartja, hogy Bartók öt zongoradarabjában magáévá tette – és a maga alkotói képére formálta – Couperin „leíró költészetének”, a személyek, tárgyak és jelenségek zenei ábrázolásának módszerét. Szükségtelen hangsúlyozni, hogy ez a „leíró költészet” Bartók zenéjében távol áll a zsánerképek naturalisztikus hangutánzásától, a külső világ jelzésszerűen ábrázolt díszletei között mindenkor az ember belső világának képét törekszik kivetíteni. Zenei eszközei nagyjából ugyanazok, mint amelyeket a Szonátában alkalmazott: szekund-súrlódásokból alkot ostinato képleteket, ütőhangszerre utaló, ritmikusan lezuhanó hangzatokat, sőt metodikáját is a szekund hangköz határozza meg.
- Tételek:
  - I. füzet

1. Síppal, dobbal
2. Barcarolla
3. Musettes

- - II. füzet

1. Az éjszaka zenéje
2. Hajsza